# Стефка Костадинова
Стефка Костадинова (болг. Стефка Костадинова, нар. 25 березня 1965) — колишня болгарська легкоатлетка, що спеціалізувалася в стрибках у висоту, олімпійська чемпіонка, рекордсменка світу. Президент Болгарського олімпійського комітету.
Костадинова встановила світовий рекорд 2 м 9 см у стрибках у висоту на чемпіонаті світу в Римі у 1987. До 7 липня 2024 року це був один із найстаріших світових рекордів у легкій атлетиці: його перевершила українка Ярослава Магучіх, стрибнувши в Парижі на 2,10 м. Всього Костадинова встановила 7 рекордів, 3 на відкритих стадіонах, 4 в залах. Вона стрибала понад 2 метри 197 разів. Їй належить також олімпійський рекорд 2 м 5 см, встановлений на Іграх в Атланті, де вона здобула звання олімпійської чемпіонки. На Сеульській олімпіаді Костадинова виборола срібло.
Стефка Костадинова двічі ставала чемпіонкою світу на відкритих стадіонах і п'ять разів у приміщенні. Чотири рази, в 1985, 1987, 1995 та 1996, її проголошували найкращою спортсменкою Болгарії. Вона входить у список 10 найкращих легкоатлетів XX століття, оголошений IAAF.

## Біографія
Народилася у Пловдиві у 1965 році. Батьки розлучилися, коли Стефка була ще маленькою дівчинкою, і її виховувала мати за допомогою своїх батьків. Пізніше мати одружилася знову, в цьому шлюбі народилася сестра Стефки, на 7 років молодша за неї. Спортсменка з похвалою відгукується про вітчима, який «був з нею в найважчі роки».
1989 року Костадинова одружилася зі своїм тренером Миколою Петровим. У 1995 році народила сина Миколу. Спортсменка відновила тренування вже через 20 днів після пологів, почавши залишати його під опікою своєї матері, а через пів року після пологів виграла чемпіонат світу в Гетеборзі. Костадинова і Петров розлучилися в 1998. У 2007 році спортсменка пошлюбила давнього друга Миколу Попвасильова.

## Спортивна кар'єра

### Спортивна освіта та перші роки кар'єри
У дитинстві займалася плаванням та гімнастикою. У 11 років була включена до команди з легкої атлетики, а через рік, будучи високою для свого віку, зосередилася на стрибках у висоту. Закінчила спортивну школу «Васил Левскі» у Пловдіві, тренувалася у Добрі Іванова та Ене Петрова. Протягом подальшої кар'єри представляла спортивний клуб «Тракія» (Пловдів). Згодом закінчила відділення спортивної педагогіки Пловдівського університету.
Зростанню молодої спортсменки сприяла болгарська школа стрибків у висоту, яка була однією з найсильніших у світі (зокрема, болгарка Людмила Жечова 1984 року встановила світовий рекорд — 2,07 м). У 14 років Костадинова отримала звання майстра спорту Болгарії, в 17 років вперше подолала висоту 1,90 м, аа 1984 року, у 19 років, — 2,00 м.. Виконуючи цей стрибок, Костадинова порвала м'язи стегна, але відразу звернула увагу біль. На лікування запущеної травми пішов рік, за який молода спортсменка розлучилася з тренером Ене Петровим.

### Початок роботи з Петровим, перші міжнародні перемоги та світові рекорди
Костадинова почала працювати з тренером Миколою Петровим після того, як у 17 років виграла у Будапешті перші у кар'єрі міжнародні змагання. У цей час Петров був зовсім молодим тренером — різниця у віці між ним та його підопічною становила лише 6 років. У 1985 році Костадинова стала чемпіонкою Європи та переможницею Світових ігор у приміщенні з результатами, відповідно, 1,95 та 1,97 м. Того ж року перемогла у своїй дисципліні на Кубку світу (результат 2,00 м; збірна Європи, яку представляла болгарська спортсменка, посіла 3-те місце в командному заліку), виграла фінал Гран-прі, чемпіонат Болгарії та Ігри Балканських країн. Всього за рік брала участь у 25 змаганнях, не програвши жодного з них. Наприкінці травня 1986 повторила світовий рекорд у стрибках у висоту, а через тиждень встановила новий рекорд на змаганнях в Софії — 2,08 м, що на 1 см перевищувало результат, показаний в 1984 Жечевою-Андоновою. Знову виграла чемпіонат Болгарії та Ігри Балканських країн, а також стала чемпіонкою Європи на відкритих стадіонах з результатом 2,00 м та переможницею Ігор доброї волі у Москві (2,03 м).
1987 рік Костадинова почала з перемоги в чемпіонаті Європи в приміщенні з результатом 1,97 м. Після цього виграла чемпіонат світу в приміщенні з результатом 2,05 м, що стало новим світовим рекордом у приміщенні, і Кубок Європи (2,00 м). До Риму на чемпіонат світу на відкритих стадіонах їхала як фаворитка. Пройшла кваліфікацію з результатом 1,91 м. Фінальні змагання 30 серпня почала з висоти 1,85 м, яку взяла з першої спроби, як і наступні висоти 1,85, 1,89, 1,93, 1,96, 1,99 і 2,02 м. До цієї висоти в секторі у Костадинової залишалася вже тільки одна суперниця — ексрекордсменка світу Тамара Бикова. Бронзова призерка чемпіонату, Зузанне Байєр, зуміла подолати тільки висоту 1,99 м. Висоту 2,04 м болгарка взяла лише з третьої спроби, але цю ж висоту подолала і Бикова. Однак коли Костадинова з другої спроби подолала висоту у 2,06 м, радянській спортсменці цей результат не підкорився. Вона спробувала взяти 2,08 см, але не досягла успіху. Після цього Костадинова відмовилася від стрибка на 2,08 і замовила нову висоту — 2,09 м, на сантиметр вищу за свій світовий рекорд. Друга спроба болгарки на цій висоті виявилася успішною. За наступні 35 років цей рекорд не вдалося поліпшити нікому. При цьому через 30 років комп'ютерний аналіз, проведений у лабораторії нових досліджень у легкій атлетиці в США, показав, що найвдалішим технічно на цьому змаганні був навіть не фінальний стрибок Костадинової, а її третя спроба на висоті 2,04 м, яку болгарка взяла із запасом щонайменше в 15 см. Чемпіонат світу для Костадинової не став останнім змаганням, виграним 1987 року, — трохи пізніше вона також була першою у фіналі Гран-прі. Всього за сезон спортсменка виконувала стрибки на 2,00 м і вище на 23 змаганнях.
У 1988 році знову виграла чемпіонат Болгарії, Ігри Балканських країн та чемпіонат Європи у приміщенні (2,04 м). Встановила новий світовий рекорд у приміщенні (2,06 м). На Олімпійських іграх у Сеулі болгарка, проте, залишилася лише другою, несподівано програвши американці Луїзі Ріттер. Хоча результат Ріттер (2,03 м) був досить високим і став новим олімпійським рекордом, для Костадинова це була звичайна висота, яку вона за кар'єру брала майже 30 разів. У Сеулі, однак, вона зуміла подолати планку лише на висоті 2,01 м. Через рік було опубліковано дослідження, яке показало відмінності в біомеханіці стрибків Костадинова в Римі та Сеулі. Автори дослідження дійшли висновку, що болгарську спортсменку підвело розміщення сектора для стрибків у висоту на сеульському стадіоні, через яке перші кілька кроків розбігу їй (як і суперницям) доводилося робити по трав'яному газону. Висновок про те, що Костадиновій так і не вдалося пристосуватися до цих умов, підтвердили пізніше сама спортсменка та її тренер.

### Подальші виступи

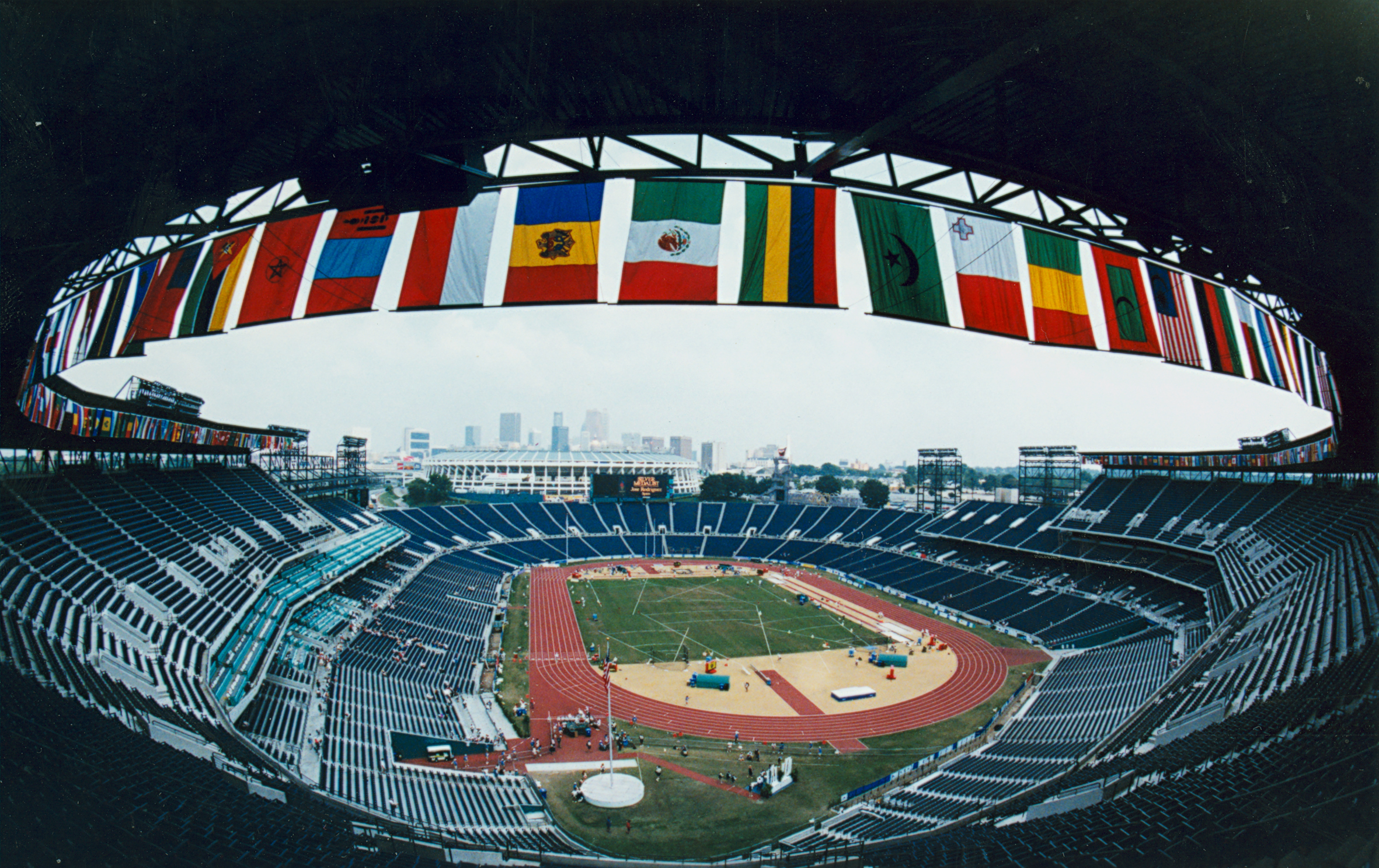
Олімпійський стадіон в Атланті, де Костадинова виграла олімпійське золото 1996 року

Після невдачі на Олімпіаді 1988 року Костадинова виграла в Будапешті черговий чемпіонат світу в приміщенні з результатом 2,02 м і залишалася серед лідерів світових стрибків у висоту ще майже десять років. До 1996 року на її рахунку було 20 стрибків на висоту 2,05 м і вище, тоді як у решти всіх стрибунок разом узятих — лише 5. До 1997 року болгарка долала висоту 2,00 м у кожному сезоні, крім 1990 року. Цього року Костадинова перенесла операцію після перелому п'яткової кістки поштовхової ноги. Спочатку реабілітацію після операції вона проходила в Болгарії, але, коли болі не припинилися навіть за 60 днів, відправилася до Німеччини до лікаря національної футбольної збірної Хессу, який зміг привести її в норму. Після цього на її рахунку були перемоги у чемпіонатах Болгарії 1991 та 1996 років, срібні медалі Кубка Європи 1996 та чемпіонату Європи у приміщенні 1992 року, перемоги у чемпіонаті Європи у приміщенні 1994 року та фіналі Гран-прі 1993 року. Вона ще двічі виграла чемпіонат світу в приміщенні (1993 та 1997 — обидва рази з однаковим результатом 2,02 м) та ще один раз — чемпіонат світу на відкритих стадіонах (1995, з результатом 2,01 м).
На Олімпіаді 1992 року Костадинова виступала з травмою ахіллового сухожилля, страждаючи від болю. Перші три спроби у фіналі були успішними, але потім болгарка тричі збила планку на висоті 1,97 м і залишилася четвертою. Олімпійське золото з результатом 2,02 м виграла чемпіонка світу 1991 року німкеня Гайке Генкель. Костадинова реабілітувалася через чотири роки в Атланті. Напередодні змагань, акліматизуючись до американських умов, спортсменка, за словами її тренера Миколи Петрова, взяла на тренуванні висоту 2,07 м. На самій Олімпіаді її суперницями виявилися українка Інга Бабакова і грекиня Нікі Бакоянні. До результата 2,01 м усі три стрибунки йшли синхронно, причому Костадинова і Бабакова витрачали на кожну висоту тільки по одній спробі. Висота 2,03 виявилася нездоланною для Бабакової, але Бакоянні взяла і її, встановивши новий національний рекорд. Вдалося їй це, однак, тільки з третьої спроби, тоді як Костадинова і цей результат показала з першої, зберігши лідерство. Наступну висоту, 2,05 м, вона взяла вже одна, незадовго до завершення кар'єри ставши, нарешті, олімпійською чемпіонкою. Продовжувала виступи до літа 1997 року, завершивши їх у віці 33 років після двох операцій лівої ноги.

## Після завершення спортивної кар'єри
Після завершення спортивної кар'єри зайнялася спортивно-організаційною роботою. З 1999 року віцепрезидентка Болгарської федерації легкої атлетики, з 2002 по 2005 рік віцепрезидентка Болгарського олімпійського комітету, з 2003 по 2005 рік заступниця голови Комітету у справах молоді та спорту Болгарії. У 2005 році обрана президентом Болгарського олімпійського комітету, змінивши на посаді Івана Славкова, який обіймав її 20 років і був знятий за звинуваченням у корупції. Переобиралася на цю посаду у 2009, 2013, 2017 та 2021 роках (в останніх двох випадках без альтернативних кандидатур). У 2007—2011 роках обіймала також посаду віцепрезидента Всесвітньої асоціації олімпійців.
У 2017 році голова Міжнародної асоціації спортивної преси Джанні Мерло звернувся з відкритим листом до IAAF. У зв'язку з великою кількістю допінгових скандалів у легкій атлетиці Мерло запропонував анулювати всі чинні рекорди в цьому виді спорту і почати фіксувати їх з чистого аркуша, щоб відновити довіру публіки до легкоатлетичних результатів. Костадинова виступила з публічною критикою цієї пропозиції, заявивши, що такі заходи будуть «нечесними стосовно всіх спортсменів, які абсолютно чесно досягли піку у своїх кар'єрах». У 2021 році в програмі шведського телеканалу SVT журналіст Патрік Екваль заявив, що під час встановлення світового рекорду на чемпіонаті світу 1987 року Костадинова була «напхана допінгом». Костадинова порахувала цю заяву пов'язаною з тим, що наступний у світі результат після її рекорду належить шведській стрибунці Кайсі Бергквіст і оголосила про намір звернутися до суду з позовом про наклеп. Еквалю довелося пояснювати, що його слова були жартом.

## Досягнення
Основне джерело:
| Рік  | Змагання                                   | Місто                   | Місце | Результат |
| ---- | ------------------------------------------ | ----------------------- | ----- | --------- |
| 1985 | Всесвітні легкоатлетичні ігри в приміщенні | Париж, Франція          | 1     | 1,97 м    |
| 1985 | Чемпіонат Європи в приміщенні              | Афіни, Греція           | 1     | 1,97 м    |
| 1985 | Кубок світу                                | Канберра, Австралія     | 1     | 2,00 м    |
| 1985 | Фінал Гран-Прі                             | Рим, Італія             | 1     | 2,00 м    |
| 1986 | Чемпіонат Європи                           | Штутгарт, ФРН           | 1     | 2,00 м    |
| 1987 | Чемпіонат світу в помещении                | Індіанаполіс, США       | 1     | 2,05 м    |
| 1987 | Чемпіонат світу                            | Рим, Італія             | 1     | 2,09 м    |
| 1987 | Чемпіонат Європи в приміщенні              | Льєвен, Франція         | 1     | 1,97 м    |
| 1987 | Фінал Гран-Прі                             | Брюссель, Бельгія       | 1     | 1,99 м    |
| 1988 | Літні Олімпійські ігри                     | Сеул, Південна Корея    | 2     | 2,01 м    |
| 1988 | Чемпіонат Європи в приміщенні              | Будапешт, Угорщина      | 1     | 2,04 м    |
| 1989 | Чемпіонат світу в приміщенні               | Будапешт, Угорщина      | 1     | 2,02 м    |
| 1991 | Чемпіонат світу                            | Токіо, Японія           | 6     | 1,93 м    |
| 1991 | Фінал Гран-Прі                             | Лондон, Велика Британія | 2     | 2,00 м    |
| 1992 | Літні Олімпійські ігри                     | Барселона, Іспанія      | 4     | 1,94 м    |
| 1992 | Чемпіонат Європи в приміщенні              | Генуя, Італія           | 2     | 2,02 м    |
| 1993 | Чемпіонат світу в приміщенні               | Торонто, Канада         | 1     | 2,02 м    |
| 1993 | Чемпіонат світу                            | Штутгарт, Німеччина     | 6 кв. | 1,90 м    |
| 1993 | Фінал Гран-Прі                             | Лондон, Велика Британія | 1     | 1,98 м    |
| 1994 | Чемпіонат Європи в приміщенні              | Париж, Франція          | 1     | 1,98 м    |
| 1995 | Чемпіонат світу                            | Гетеборг, Швеція        | 1     | 2,01 м    |
| 1995 | Фінал Гран-Прі                             | Монако                  | 4     | 1,93 м    |
| 1996 | Літні Олімпійські ігри                     | Атланта, США            | 1     | 2,05 м    |
| 1997 | Чемпіонат світу в приміщенні               | Париж, Франція          | 1     | 2,02 м    |

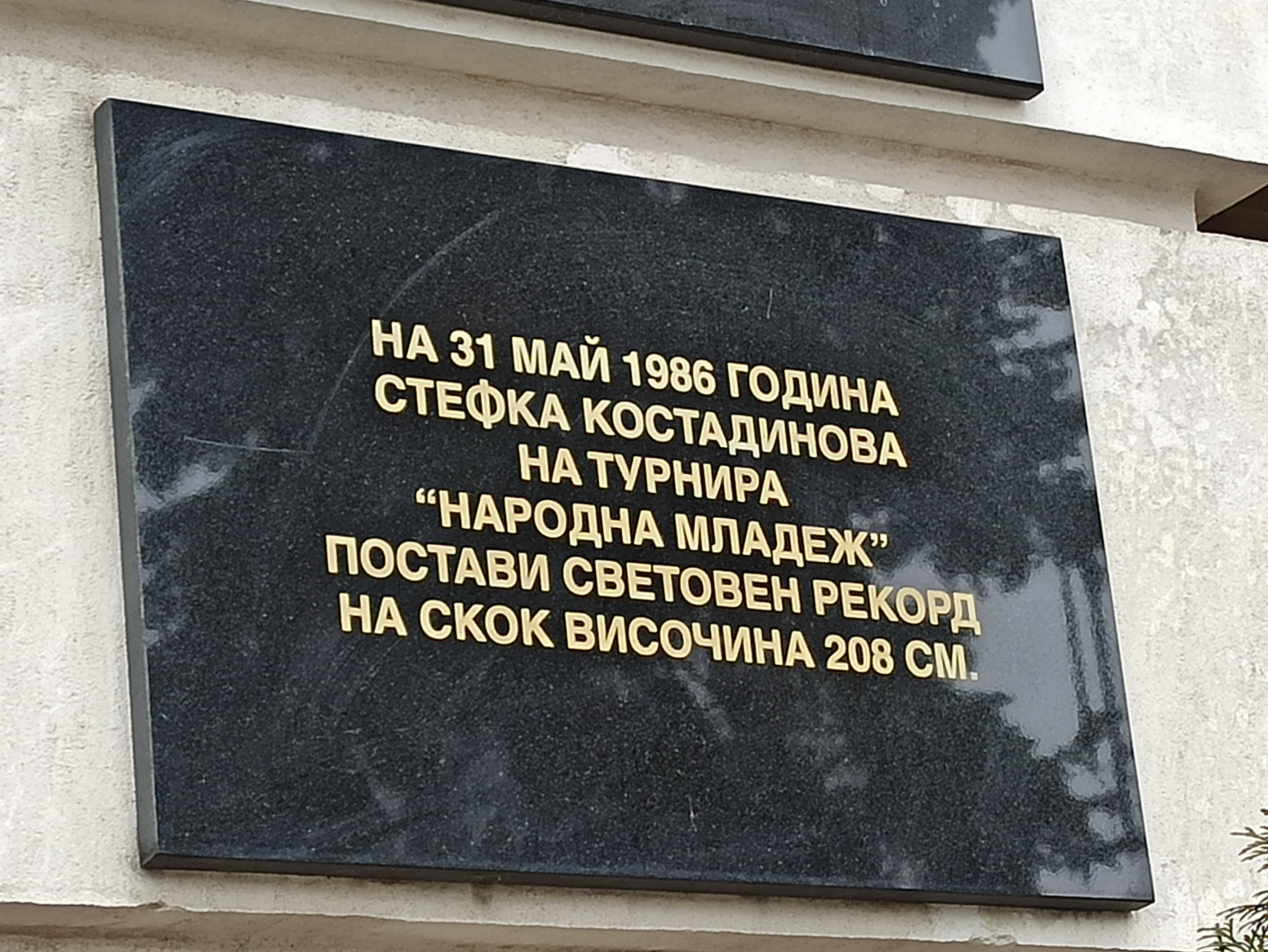
Пам'ятна дошка на місці встановлення рекорду 1986 року (2,08 м)

Загалом за кар'єру Стефка Костадинова стрибала вище 2,00 м, за різними даними, 197 разів за 130 змагань , 199 разів за 129 змагань або 197 разів за 126 змагань упродовж 13 років — між 25 серпня 1984 і 24 травня 1997. Їй також станом на 2022 рік належали 10 із 23 найкращих результатів в історії жіночих стрибків у висоту, зокрема 5 із 9 стрибків на висоту 2,07 м і вище. Світовий рекорд вона повторювала або покращувала загалом 6 разів — по три рази на відкритому стадіоні (1986—1987) і в приміщенні (1987—1988). Найкращі за кар'єру результати:
- 2,09 м на відкритому повітрі (30 серпня 1987 року, Рим, світовий рекорд до 7 липня 2024 року, побитий Ярославою Магучих[47]);
- 2,06 м у приміщеннях (20 лютого 1988 року, Пірей, чинний національний рекорд).

## Нагороди та звання
Стефку Костадинову чотири рази визнавали спортсменкою року в Болгарії та п'ять разів — найкращою спортсменкою Балкан, а 1996 року її було нагороджено орденом «Стара-планина» І ступеня. Їй також присвоєно звання почесної громадянки Пловдива. У 2008 році удостоєна нагороди МОК «Жінки та спорт». У 2012 році ім'я Костадинової було включено до списків Залу слави IAAF.
До 30-річчя римського рекорду Костадинової у Болгарії випущено ілюстрований альбом «Перестрибнути світ» (болг. Да прескочиш света), повністю присвячений обставинам цієї події. З 2021 року точна копія стійок з поперечиною, встановленою на висоті 2,09 м — результат, показаний Костадинової в Римі, — входить до експозиції Олімпійського музею в Лозанні.